# بينجس
بينجس هي لعبة مجانية ثنائية الأبعاد مستوحاه من لعبة شهيرة اسمها "The Lemmings" مع استبدال الفئران القطبية بطيور البطريق.

## قصة اللعبة
عاش البطاريق في سلام علي الجزيرة القطبية، إلا أن تغير المناخ بشكل غريب دعا حكماء الجزيرة إلي إرسال مجموعة من البطاريق الشجعان لاستكشاف الأمر.

## طريقة اللعب
تتحرك كل البطاريق في اتجاه واحد وبلا توقف، وعلي اللاعب محاولة المحافظة علي أكبر عدد ممكن من البطاريق من السقوط ومن ثم الموت، وذلك عن طريق تذليل العقبات بوسائل المساعدة المتاحة والتي تختلف من مرحلة لأخرى بين إمكانيات الحفر والقفز وبناء الكباري وغيرها.

## إصداراتها
أطلقت الإصدارة الأولي في 6 ديسمبر 1998 بعد حوالي شهر من بدأ العمل فيها ثم توالت الإصدارات إلي أن وصلت الآن إلي الإصدارة الحالية 0.7.2 

## اقرأ أيضا
- سوبر تكس

## وصلات خارجية
- بينجس على موقع Open Hub (الإنجليزية)
- بينجس على موقع Free Software Directory (الإنجليزية)
- الموقع الرسمي للعبة
- قائمة ببعض الألعاب التي تعمل علي نظام التشغيل لينكس